# Chiesa della Maestà

La chiesa della Maestà è una chiesa di Urbisaglia, posta fuori dall'abitato, in località Maestà.

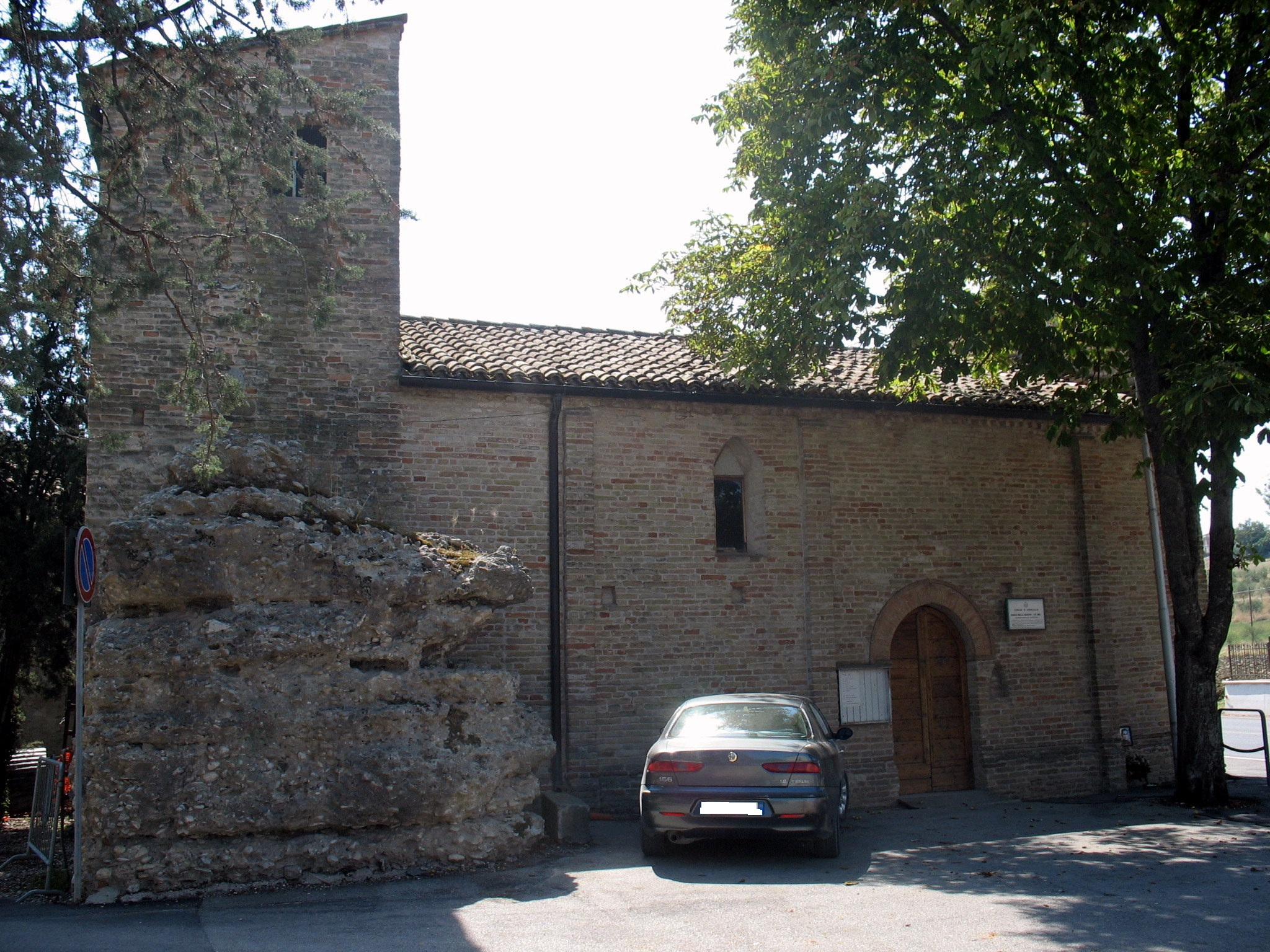
Lato e rudere sul quale si ergeva la primitiva edicola

## Storia e descrizione
La chiesa è denominata anche Santa Maria del Massaccio: la primitiva edicola sacra venne infatti eretta a ridosso di un rudere romano, probabilmente un monumento funerario (ancora oggi visibile), situato lungo l'antica Salaria Gallica. Sulla parete di fondo della piccola cappella venne affrescata una Vergine in Maestà, databile al Trecento e ancora oggi splendidamente conservata. Una tabella, ora dispersa, riportava che nel 1429 un certo Giacomo Baefacto, insieme ad un suo compagno, si recò davanti all'immagine sacra per chiedere la liberazione di Urbisaglia dalla terribile pestilenza che impervarsava dal 1427. Secondo la tradizione popolare, la Madonna apparve ai due uomini, promettendo di liberare la città dalla peste in cambio della costruzione di una chiesa in suo onore.
La chiesa venne realizzata, secondo una tradizione non confermata da documenti, per intervento della nobile Elena Tomacelli, moglie di quel Taliano Furlano che aveva ottenuto Urbisaglia in feudo da Francesco Sforza, che per pochi anni (1433 - 1447) interruppe il dominio di Tolentino su Urbisaglia. 
Un successivo intervento interessò il portale all'inizio del Cinquecento, mentre nel XVIII secolo vennero realizzate altre decorazioni interne in stucco.
La chiesa può considerarsi il più significativo monumento della città di Urbisaglia, specialmente per il suo patrimonio di affreschi.
Gli affreschi della chiesa della Maestà si susseguono lungo le pareti senza alcun genere di ordine: ciascuno di essi è stato realizzato per una necessità specifica (per grazia ricevuta durante la peste, per invocazione nei confronti dei santi protettori dal morbo, o anche per generica richiesta di protezione alla divinità) e senza tenere conto di un'eventuale reiterazione degli schemi compositivi; ciò che più importa è il suo carattere devozionale. Ogni immagine fatta dipingere dal singolo committente pro sua devotione è mancante di una invocazione finalizzata alla protezione dell'intera comunità di Urbisaglia, ma è popolare perché si tratta di immagini sorte spontaneamente, derivanti dalla volontà di rendere grazie alla divinità per i pericoli scampati (ex voto). Le immagini che ornano le quattro pareti sono state realizzate da diversi artisti e in periodi diversi: nessuna di esse porta, tranne nel caso di Gasperino da Parma, la firma dell'autore, ma molto spesso sono presenti le firme del committente o dei committenti, visto che in alcuni casi i committenti si sono divisi il pagamento di differenti figure all'interno della medesima composizione. Oltre a numerosi ex voto che rappresentano varie scene di vita quotidiana (es. scene di situazioni pericolose legate a lavori domestici e agricoli per i quali si invoca l'aiuto della Vergine) sono presenti ben quattordici San Rocco e otto San Sebastiano, nonché altri Santi taumaturghi (Sant'Antonio, San Nicola da Tolentino), una Sacra Conversazione, una Pietà, una Crocifissione e scene mariane (Annunciazione, Natività). Tra questi sulla parete destra è un affresco con la Madonna col Bambino tra i Santi Sebastiano e Rocco datato 1527 e sulla parete opposta un altro con la Madonna col Bambino tra i Santi Sebastiano e Rocco datato 1525, entrambi attribuibili a Marchisiano di Giorgio.
L'affresco sulla parete di fondo che forma l'arco trionfale che precede la cappella-presbiterio con l'Adorazione dei Magi e l'Annunciazione è anch'esso attribuito a Marchisiano di Giorgio, databile tra anni venta e trenta del Cinquecento. Sulla parete di fondo della piccola cappella, protetta da un'inferriata, è il venerato affresco trecentesco della Madonna in trono col Bambino.